# Ullna koloniområde
Ullna koloniområde är beläget på västra sidan av Ullnasjön i Vågsjö inom Täby kommun, Stockholms län. Det omfattar 149 lotter och grundades 1986. Marken ägs av kommunen och arrenderas av Ullna koloniträdgårdsförening. Stugorna är relativt stora (cirka 20 m²) och övernattningsbara. Området på 15 hektar är uppdelat på två delar, norra och södra, och ligger i omedelbar anslutning till Arninge golfbana.
Det klassas av SCB som fritidshusområde (kod F0884)